# Prvenstvo Avstralije 1946
Prvenstvo Avstralije 1946 v tenisu.

## Moški posamično
John Bromwich :  Dinny Pails, 5–7, 6–3, 7–5, 3–6, 6–2

## Ženske posamično
Nancye Wynne Bolton :  Joyce Fitch, 6–4, 6–4

## Moške dvojice
John Bromwich /  Adrian Quist :  Max Newcombe /  Len Schwartz, 6–3, 6–1, 9–7

## Ženske dvojice
Joyce Fitch /  Mary Bevis Hawton :  Nancye Wynne Bolton /  Thelma Coyne Long, 9–7, 6–4

## Mešane dvojice
Nancye Wynne Bolton /  Colin Long :  Joyce Fitch /  John Bromwich, 6–0, 6–4